# Prowincja Bạc Liêu
Bạc Liêu wymowaⓘ – prowincja Wietnamu, znajdująca się w południowej części kraju, w Regionie Delty Mekongu.

## Podział administracyjny
W skład prowincji Bạc Liêu wchodzi sześć dystryktów oraz jedno miasto.
- Miasta:

1. Bạc Liêu

- Dystrykty:

1. Đông Hải
2. Giá Rai
3. Hòa Bình
4. Hồng Dân
5. Phước Long
6. Vĩnh Lợi